# Ritmo libre

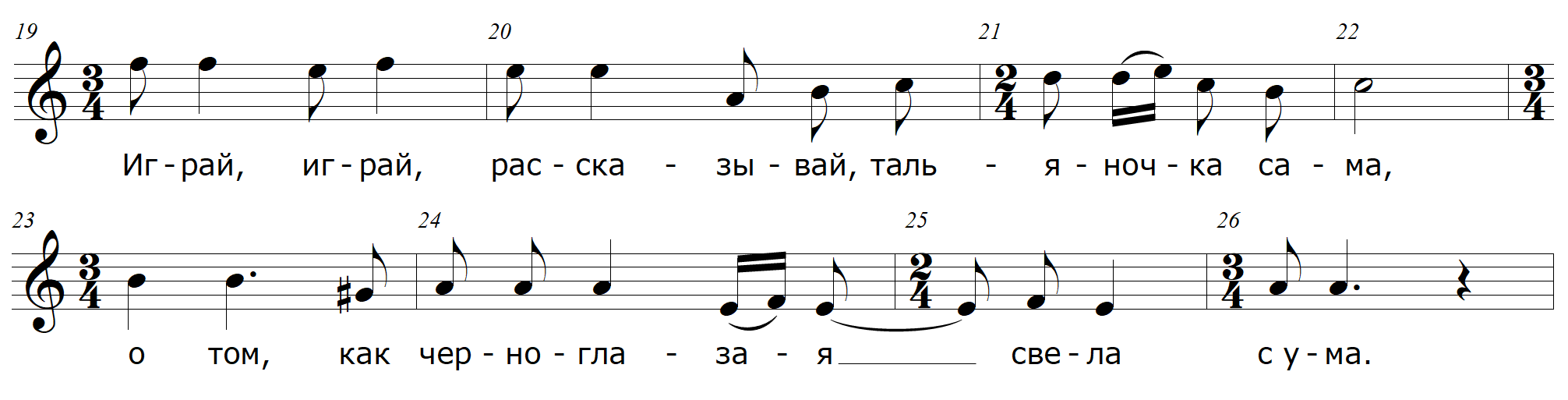
Interrupciones rítmicas en la canción de V.P. Solovyov-Sedoy "En un prado soleado"

El ritmo libre es una organización del metro musical en la que no se da una sucesión matemática de partes fuertes y débiles sometidas a un compás prefijado; es decir: 'libre' equivale a 'no medido'. Se emplea cuando una pieza musical carece de un pulso discernible y en su lugar el ritmo es intuitivo y fluye libremente. 
En los diversos sistemas musicales que lo utilizan (música greco-romana, canto gregoriano, canto hispánico, etc.) es el arranque inicial (llamado arsis) seguido de un reposo final (llamado thesis) lo que forma la célula rítmica fundamental. Así, es un ritmo en el que existe una desigualdad cuantitativa de duración entre los elementos que componen la melodía, con vuelta libre, no isócrona al tiempo primero, de tal manera que se establece una sucesión variable de tiempos binarios y ternarios. 

## Representación gráfica
En la notación musical estándar, hay cinco formas en las que se indica que una pieza está en ritmo libre:
- Simplemente no hay una indicación de compás explícita. Esto es habitual en la antigua música vocal tal como los salmos gaélicos.
- No existe indicación de compás, pero la directriz 'ritmo libre' aparece escrita sobre el pentagrama.
- Hay una indicación de compás (por lo general 4/4) y la expresión "ritmo libre" escrita por encima.
- La palabra libre está escrita abajo a través del pentagrama. Casi siempre se usa cuando la obra cambia a ritmo libre después de haber estado sometida a un determinado compás.
- En lugar de un compás, una gran X se representa sobre el pentagrama.

## Historia y ejemplos
Existen diversos géneros musicales basados en el ritmo libre tales como improvisación libre, free jazz y noise music.

### En música clásica occidental
Al finalizar el siglo XIX el movimiento musical gradualmente se desliga de la métrica subyacente pasando a oscilar y fluctuar. El preludio para piano Voiles de Claude Debussy es un ejemplo de esta fluctuación, que el compositor indica en la partitura mediante la expresión Dans un rythme sans rigueur et caressant.
Entre otras muestras de ritmo libre en la música clásica están las piezas Gnossienne n.º 1 de Erik Satie, Sonata Concord de Charles Ives y la mayoría de la producción de Kaikhosru Shapurji Sorabji.

### En música folclórica
Un buen ejemplo de uso del ritmo libre en la música folclórica se encuentra en los slow airs de la música de Irlanda.

### En música popular urbana
El uso del ritmo libre es casi ausente en la música popular urbana. A pesar de esto, también se encuentran ejemplos de ritmo libre en canciones contemporáneas como "Hunting Bears" de Radiohead y la segunda mitad de "21st Century Schizoid Man" de King Crimson.
The Allman Brothers Band era un grupo musical conocido por dejarse caer de vez en cuando en fragmentos de ritmo libre en sus prolongadas actuaciones en directo. El ejemplo más famoso se puede encontrar en "Whipping Post" en el álbum en vivo At Fillmore East. La banda incluye un largo pasaje en ritmo libre en el minuto 10, antes de volver al compás de 12/8 unos 5 minutos y medio más tarde. Vuelve a introducir un ritmo libre de nuevo en la marca 17:15 y continúan hasta el final de la canción en aproximadamente 23:00.
Otro famoso ejemplo se encuentra en la composición psicodélica de casi 10 minutos titulada "Interstellar Overdrive" de Pink Floyd. El gancho al inicio de la pieza es un riff descendente de guitarra distorsionada, tocado al unísono por toda la banda. Este riff finalmente conduce a una improvisación que incluye improvisaciones modales, adornos percusivos en el órgano Farfisa e interludios calmados. La canción gradualmente queda casi carente de estructura y en un tempo de formato libre, puntuado únicamente por extraños ruidos de guitarra. Eventualmente, sin embargo, la banda completa reitera el tema principal, que se repite en un tempo que disminuye paulatinamente y una intensidad más deliberada. El uso novedoso del estéreo (en la segunda mezcla del disco, siendo el original monofónico) hace que el sonido oscile entre los altavoces hasta la conclusión de la pieza. Las versiones en directo de la canción muchas veces superaban los 20 minutos.